# Агессо, Анри Франсуа д’
Анри́ Франсуа́ д’Агессо́ (фр. Henri François d'Aguesseau), сеньёр де Френ (seigneur de Fresnes; 27 ноября 1668 года, Лимож — 9 февраля 1751 года, Париж) — французский юрист, канцлер Франции.
Отличался обширным гуманистическим и эстетическим образованием. Речи его, произносившиеся в суде, и юридические сочинения как по форме, так и по содержанию имели большое значение.

## Биография и карьера
Родился в Лиможе; изучал право, в 1690 г. генеральный адвокат; обратил на себя внимание как выдающийся адвокат и оратор, уже в 1700 году занял пост генерального прокурора парижского парламента, причём много способствовал улучшению законов и правосудию; в особенности его внимание было обращено на госпитальную часть.
Как твердый защитник прав галликанской церкви, противодействовал решению Людовика XIV и канцлера Вуазена в пользу папской буллы «Unigenitus».
Во время регентства герцога Орлеанского в 1717 г. был назначен канцлером; но, как не сочувствовавший финансовой системе Ло, в следующем году впал в немилость и удалился в своё поместье. После краха системы Ло получил прежнее назначение, но уже поздно было спасать отчаянное положение дел; должен был дать согласие на новые проекты, которым сам не сочувствовал, а также на перенесение парламента в Понтуаз.
Впоследствии за сопротивление, оказанное кардиналу Дюбуа, был вторично удалён, хотя в 1727 г. получил разрешение от кардинала Флери на возвращение; в 1731 г. вновь получил пост канцлера, который по старости оставил в 1750 году.

## Издания
- Полное собрание сочинений было издано в Париже (13 ч., 1759—89 гг.);
- издание Фальконе (2 ч., Париж, 1865 г.) было переведено на немецкий язык (8 ч., Лейпциг, 1767).